# Powertrain
Powertrain était une entreprise automobile britannique basée près de l'usine de Longbridge, à Birmingham, qui fabriquait et commercialisait des moteurs et des transmissions automobiles. L'entreprise était détenue par le groupe MG-Rover et Phoenix Venture Holdings (en). Elle était en activité de 2000 à 2005, date de faillite du groupe MG-Rover.
Ses principaux produits furent les moteurs quatre et six-cylindres Série-K et le moteur quatre-cylindres diesel Série-L, tous deux d'origine Rover. L'entreprise a principalement produit des moteurs pour MG-Rover, mais a également fourni Land Rover, pour le Freelander, ainsi que d'autres constructeurs plus petits comme FSO et SAPIA[Qui ?].

## Historique

### Création
L'entreprise a été créée en 2000 après la vente des marques Rover et MG par BMW à Phoenix Venture Holdings. Le groupe MG-Rover dut racheter les activités de fabrication au constructeur allemand après 2000 pour une somme d'argent distincte de 10 £ pour l'activité MG-Rover.
Avant l'administration de Powertrain Limited, du groupe MG-Rover et de sa société mère, PVH[Qui ?] a vendu les actifs du moteur à quatre et six cylindres de Série-K à l'entreprise chinoise SAIC pour 67 millions de livres sterling lorsque les plates-formes et technologies des voitures Rover 25 et 75 ont également été vendues à SAIC.

### Déclin
La société se déclare en faillite le 8 avril 2005. Le 22 juillet, les co-administrateurs PricewaterhouseCoopers annoncent la vente des actifs de Powertrain et de MG-Rover Group à l'entreprise chinoise Nanjing Automobile.
Le 28 mai 2023, le groupe MG Rover est officiellement dissous à la suite de la liquidation judiciaire.

### Autres informations
Avant l'entrée en fonction de la société, le Health & Safety Executive a signalé 101 cas d'épidémie de maladie respiratoire dans son usine de Longbridge.

## Produits

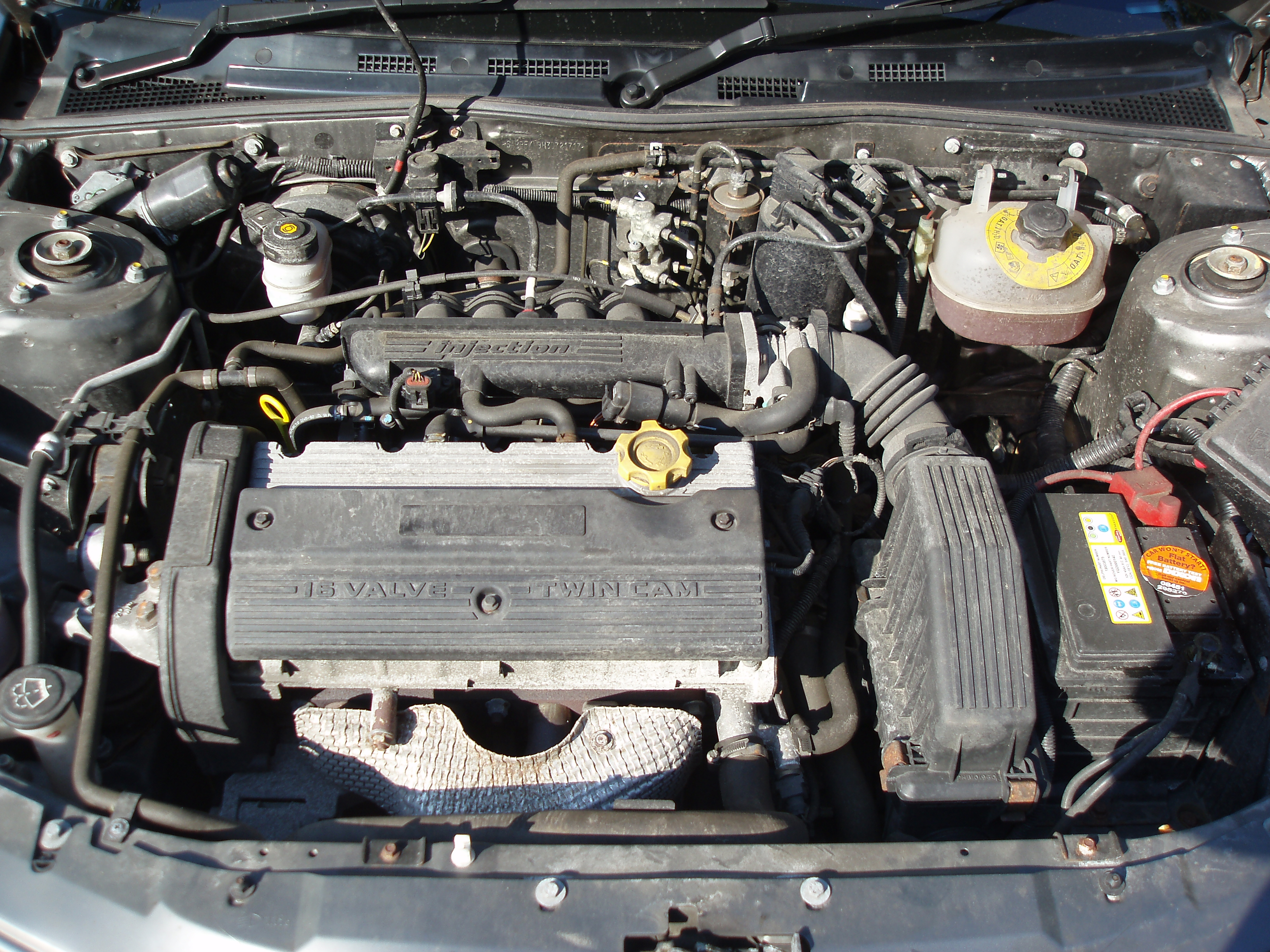
Le Moteur Série-K Rover.

- Moteur essence à quatre cylindres en ligne Rover Série-K ;
- Moteur essence à six cylindres en V Rover KV6 ;
- Moteur diesel à quatre cylindres en ligne avec turbo Rover Série-L ;
- Boîte de vitesses Rover PG1.

L'entreprise Powertrain n'a pas produit les moteurs diesel BMW M47R équipant la Rover 75, ni les moteurs Ford Modular équipant les Rover 75 V8, MG ZT V8 et MG XPower SV.
En plus de fournir des moteurs et des transmissions aux voitures MG et Rover, Powertrain a également fourni des moteurs à d'autres constructeurs automobiles, notamment Land Rover, Lotus, FSO (le Série-K uniquement) et Caterham.